# Purifier (EP)
《Purifier》는 대한민국의 가수 퓨어 킴의 EP이다. 2014년 9월 2일에 발매되었다.

## 트랙 리스트
| #  | 제목                              | 작사    | 작곡   | 편곡   | 재생 시간 |
| -- | --------------------------------- | ------- | ------ | ------ | --------- |
| 1. | 〈나는 니가 죽는 것도 보고 싶어〉 | 퓨어 킴 | 정석원 | 정석원 | 3:42      |
| 2. | 〈은행〉                          | 퓨어 킴 | 정석원 | 정석원 | 3:16      |
| 3. | 〈범인은 너〉                     | 퓨어 킴 | 정석원 | 정석원 | 3:05      |
| 4. | 〈그 말은 결국〉                  | 퓨어 킴 | 정석원 | 정석원 | 3:35      |
| 5. | 〈오늘의 뉴스〉                   | 퓨어 킴 | 정석원 | 정석원 | 3:16      |
| 6. | 〈마녀 마쉬〉                     | 퓨어 킴 | 윤종신 | 정석원 | 3:28      |

## 평가
| 전문가 평가 | 전문가 평가 |
| 평가 점수   | 평가 점수   |
| 출처        | 점수        |
| ----------- | ----------- |
| 이즘        | 2.5/별      |
| 웨이브      | 5/별        |
| 웨이브      | 4/별        |

이즘의 김도헌은 "미스틱 89 이후의 퓨어 킴은 더욱 독창적이지 못하다. 메이저에서 출발한 뮤즈의 성공 가도에 비해 인디 싱어송라이터의 새 출발은 오히려 날개를 꺾어놓은 것 같은 불안함을 남긴다. 맑아지지 못하고 오히려 혼탁해진 퓨어 킴의 음악은 그 불길한 증거다."며 별점 5점 만점 중 2.5점을 부여하였다. 웨이브의 블럭은 "기획과 제작을 거치며 새로 만들어진 이 옷은 퓨어 킴에게 다소 거추장스럽다. 그래서 예전의 모습이 그립다고 말하는 것이다. "며 별점 10점 만점 중 5점을 부여하였으며, 김윤하는 "재주 많은 엔터테이너이자 성실한 창작자인 윤종신이 안타깝게도 ‘프로듀싱’에 대한 이해도가 부족한 인물이었다는 점, 다른 하나는 적잖은 이들이 눈여겨보고 있던 개성 넘치는 싱어송라이터 하나가 꽤 요란하게 소멸되었다는 점이다."며 별점 10점 만점 중 4점을 부여하였다.
퓨어 킴의 정규 음반 《이응》에 비교하였을 때, 상당한 혹평을 받았다. 그러나 네이버 뮤직의 김성대는 "쨌거나 중요한 건 자넬 모네, 도어즈를 모타운으로 밀어 넣은 듯한 정석원이 퓨어 킴을 '제대로' 만났다는 사실, 그리고 퓨어 킴의 가사에서 정석원의 정서가 느껴진다는 사실이다. 이 두 사람이 함께 만들어낼 두 번째 정규 앨범. 상상만으로도 행복하다."며 평하며 '이 주의 발견 - 국내'로 선정하였다.